# 국립공원의 날
국립공원의 날은 3월 3일이다. 국립공원의 가치에 대한 전 국민의 관심을 고취시키고, 국립공원의 의미를 새롭게 조명하기 위해 제정되었으며, 대한민국의 법정기념일로서 매년 3월 3일이다. 국립공원의 날 국립공원의 날 제정 대국민설문과 제정건의(2018년 6월)하였고, 2019년 11월 자연공원법 개정안이 발의되어, 2020년 6월 개정안이 통과되면서 법정기념일로 제정되었다.

## 현재
| 횟수  | 슬로건                                             | 기념식장소        |
| ----- | -------------------------------------------------- | ----------------- |
| 제1회 | 3월 3일은 국립공원의 날, 탐방은 쉬고, 탄소는 줄고! | 국립공원공단 본사 |
| 제2회 | 국립공원! 국민의 행복심터, 지구의 탄소쉼터         |                   |
|       |                                                    |                   |

제1회 국립공원의 날은 2021년 3월 3일이고 슬로건은 "3월 3일은 국립공원의 날, 탐방은 쉬고, 탄소는 줄고!"로 정하였다. 제1회 기념식은 국립공원공단이 소재한 원주의 국립공원공단 본사에서 최소한으로 시행된다.

### 행사개요
행사의 개최: 기념식의 주최는 환경부이고 주관은 국립공원공단이다.
제1회 기념식은 코로나19 상황으로 참석인원 50인 이하로 최소한으로 진행되며, 온.오프라인 방식 병행 퍼포먼스가 실시된다. 또한 전국의 국립공원에서는 국립공원의 날 주간을 선포하고 국립공원의 가치와 중요성을 국민과 소통.공감할 수 있는 다양한 홍보가 실시된다. 행사 및 주요 프로그랢은 유튜브 및 SNS를 통하여 볼 수 있다.